# Liste der Naturdenkmale in Durbach
| Naturdenkmale | Anzahl |
| ------------- | ------ |
| FND           | 2      |
| END           | 4      |
| Gesamt        | 6      |

Die Liste der Naturdenkmale in Durbach nennt die verordneten Naturdenkmale (ND) der im baden-württembergischen Ortenaukreis liegenden Gemeinde Durbach. In Durbach gibt es insgesamt sechs als Naturdenkmal geschützte Objekte, davon zwei flächenhafte Naturdenkmale (FND) und vier Einzelgebilde-Naturdenkmale (END).
Stand: 31. Oktober 2016.

## Flächenhafte Naturdenkmale (FND)
| Name                     | Bild | Kennung     | Einzelheiten | Position | Fläche Hektar | Datum         |
| ------------------------ | ---- | ----------- | ------------ | -------- | ------------- | ------------- |
| Baumgruppe Späneplatz    |      | 83170210004 | Durbach      | ???      | 0,0           | 3. Apr. 1952  |
| Rappenfelsen             |      | 83170210003 | Durbach      | ???      | 0,2           | 25. Aug. 1943 |
| Legende für Naturdenkmal |      |             |              |          |               |               |

## Einzelgebilde (END)
| Name                     | Bild | Kennung     | Einzelheiten | Position | Fläche Hektar | Datum         |
| ------------------------ | ---- | ----------- | ------------ | -------- | ------------- | ------------- |
| Brandeck-Lindle          |      | 83170210005 | Durbach      | ???      | 0,0           | 16. Okt. 1972 |
| Riesenlebensbaum         |      | 83170210006 | Durbach      | ???      | 0,0           | 16. Okt. 1972 |
| Runde Buche              |      | 83170210002 | Durbach      | ???      | 0,0           | 25. Aug. 1943 |
| Zehnt-Eiche              |      | 83170210001 | Durbach      | ???      | 0,0           | 25. Aug. 1943 |
| Legende für Naturdenkmal |      |             |              |          |               |               |